# Paus
Paus – projekt muzyczny tworzony przez Joakima Berga (Kent) oraz Petera Svenssona (The Cardigans). Zespół wydał jedną płytę (Paus) oraz dwa single (Leia i Chock.)